# نيلسون جاي بيريز
نيلسون جاي بيريز (بالإنجليزية: Nelson J. Perez)‏ هو كاهن كاثوليكي أمريكي، ولد في 16 يونيو 1961 في ميامي في الولايات المتحدة.